# 卫斯理堂 (墨尔本)
卫斯理堂（Wesley Church）是一座澳大利亚联合教会的教堂，位于澳大利亚维多利亚州墨尔本中心的倫斯敦街，目前的教堂建于1857年到1858年，英国哥特式，是当时维多利亚卫理公会的中心教堂，以卫理宗的创始人约翰·卫斯理命名。
今天，在卫斯理堂有两个澳大利亚联合教会的堂会：说英语的卫斯理堂，和说华语的福音堂（Gospel Hall）。
卫斯理堂的设计者是约瑟夫·里德，他还设计了墨尔本市政厅、苏格兰教堂和科林斯街独立教会（现为圣米迦勒联合教会）。
37°48′37″S 144°58′5″E / 37.81028°S 144.96806°E